# Włodzimierz Nalazek
Włodzimierz Nalazek (ur. 10 kwietnia 1957 w Warszawie) – polski siatkarz, medalista mistrzostw Europy, trener, olimpijczyk z Moskwy 1980.

## Życiorys
Absolwent Zespołu Szkół Sportowych nr 70 im.płk Henryka Leliwy-Roycewicza. Karierę sportową zaczynał jako zawodnik klubu Orzeł Warszawa. Swój pierwszy sukces osiągnął jako junior zdobywając w roku 1975 brązowy medal mistrzostw Europy juniorów w Osnabrück. W roku 1977 wywalczył wraz z kolegami z drużyny 4. miejsce w mistrzostwach Europy juniorów rozgrywanych w Montpellier.
Będąc zawodnikiem klubu AZS Olsztyn zdobył tytuł mistrza Polski w roku 1978, wicemistrza Polski w roku 1980 oraz czterokrotnie brązowy medal w latach 1982,1983, 1985, 1990. W roku 1982 zdobył Puchar Polski. W roku 1978 wywalczył 2. miejsce w Pucharze Zdobywców Pucharów. W roku 1985 wyjechał do Turcji, gdzie grając w klubie Sönmez Filamentspor Bursa zdobył tytuł wicemistrza tego kraju; w roku 1986 wyjechał do Francji. W barwach klubu AS Grenoble Volley Université Club w sezonie 1986/87 zdobył tytuł wicemistrza Francji, w sezonie 1987/88 z tym samym klubem, w rozgrywkach o mistrzostwo Francji, zdobył III miejsce; W latach 1988–1990 był zawodnikiem Stade Poitevin Poitiers, następnie wrócił do kraju gdzie w sezonie 1989/90 grając w klubie AZS Olsztyn zdobył w rozgrywkach krajowych III miejsce. Po zakończeniu rozgrywek w roku 1990 został zawodnikiem hiszpańskiego klubu „Constructora Atlantica de Gran Canaria”. Z tym klubem zdobył tytuł mistrza Hiszpanii oraz Puchar Króla Hiszpanii (1991). W latach 1991–1993 grał w szwajcarskim klubie Chênois Genève VB zdobywając dwukrotnie puchar tego kraju. W roku 1993 powrócił do kraju.
W reprezentacji Polski rozegrał 278 spotkań w latach 1978–1985. Trzykrotny srebrny medalista mistrzostw Europy z Paryża w roku 1979, Sofii w roku 1981, Berlina w roku 1983,
Uczestnik mistrzostw świata w roku 1978 w Rzymie gdzie Polska zajęła 8. miejsce oraz w roku 1982 w Buenos Aires podczas których Polska zajęła 6. miejsce. Uczestnik Pucharu Świata w 1981 rozgrywanego w Tokio, podczas którego polska drużyna zajęła 4. miejsce.
Na igrzyskach olimpijskich w 1980 roku był członkiem drużyny, która zajęła 4. miejsce.
Po zakończeniu kariery sportowej podjął pracę geodety (inż. geodeta) oraz pośrednika w obrocie nieruchomościami (licencja zawodowa Prezesa UMiRM nr 627).
Jest bratem siatkarzy – reprezentanta Polski Ireneusza Nalazka oraz występującego w ekstraklasie Tomasza Nalazka.